# 鬧鐘
鬧鐘是被設計成會在特定的時間向人發出訊號的時鐘，鬧鐘的主要功能是喚醒熟睡的人，或是用來提醒其它事務。多數的鬧鐘使用聲音做為訊號，有些使用光線、震動或氣味。當按下鬧鐘上的按鈕後，訊號即會停止，有些鬧鐘則會在某段時間後自動停止並發出訊號。部份手機、手錶鬧鐘也有鬧鐘功能。
傳統的鬧鐘用力學的原理操作，在鬧鐘上面設定鬧鈴。近來出現的數位鬧鐘可發出其他聲音。簡單的數位鬧鐘只發出嗶嗶聲；較新穎的能發出更多元化的聲音。有些鬧鐘可在指定時間開收音機。
對於有聽覺障礙的人而言，傳統式的、即會發出聲響的鬧鐘沒有任何作用，因此有專門為有聽覺障礙的人設計的鬧鐘。此類鬧鐘可能會在設定的時間發出強光、移動、氣味、或以其它發出聲音以外的方式喚醒熟睡者。